# Alexander Hamilton (песня)
«Alexander Hamilton» (с англ. — «Александр Гамильтон») — это вводный номер мюзикла «Гамильтон», который является музыкальной биографией американского отца-основателя Александра Гамильтона. Премьера состоялась на Бродвее в 2015 году. Лин-Мануэль Миранда написал музыку и текст. В песне представлены «поочередно читаемые и спетые экспозиции».

## История
Песня была первоначально частью группы песен под названием «The Hamilton Mixtape», созданной Лином-Мануэлем Мирандой, когда он начал интерпретировать и адаптировать для сцены биографию Гамильтона авторства Рона Черноу. Он исполнил этот номер вживую на поэтическом слэме в Белом доме в 2009 году. Ричард Брукхайзер из National Review отметил, что «Обама и другие гости отреагировали с более чем легким удивлением». Ребекка Мид из The New Yorker написала, что «Миранда позже услышал, что первой реакцией президента было замечание о том, что Тимоти Гайтнер должен был это увидеть». Миранда заявил, что, хотя песня изначально была написана как монолог Аарона Бёрра, по мере того, как проект превращался из микстейпа в мюзикл, он чувствовал важность включения остальных персонажей во вступительный номер и сослался на пролог Суини Тодда из The String of Pearls: «Все наши персонажи готовят почву для выхода нашего главного героя».
В феврале 2016 года песня была исполнена вживую на церемонии вручения премии Грэмми, где для шоу впервые в прямом эфире транслировалась песня с бродвейской сцены. Дениз Уорнер из Billboard назвала выступление «ошеломляющим». Кимберли Рутс из TV Line назвала выступление «приятным для публики». Джо Линч из Billboard назвал выступление четвертым лучшим музыкальным моментом вечера, написав: «Эмоциональный, изнуряющий пересказ американской истории был одним из выдающихся моментов вечера». Rolling Stone также посчитал выступление ярким событием и написал: «Это не самая убедительная постановка Гамильтона, но это очень хорошее введение в персонажей, состав и тему мюзикла».

## Краткий обзор
Песня объясняет, кто главный герой, и резюмирует первые два десятилетия его жизни в «бодрящем кратком изложении ранних лет жизни Гамильтона». Представляет других главных персонажей: Аарона Бёрра, Джона Лоуренса, Томаса Джефферсона, Джеймса Мэдисона, Элизабет Гамильтон, Джорджа Вашингтона, Геркулеса Маллигана, Жильбера Лафайета, Анжелику Скайлер-Чёрч и Марию Рейнольдс, которые кратко описывают отношения Гамильтона с ними. Является «прологом» к рассказу, по словам Моник Окампо «оживляет не только Гамильтона, но и всех его современников». Уничижительные термины, использованные в номере для описания Гамильтона, повторяются на протяжении всего мюзикла в мотиве, демонстрирующем, как его воспитание будет преследовать его до конца жизни.
Более двух столетий Гамильтон и Бёрр были известны своей дуэлью, в которой Бёрр смертельно ранил Гамильтона. В первом номере Бёрр признает это, по сути выдавая концовку. Таким образом, как и в мюзикле «Титаник», история становится больше о путешествии, чем о пункте назначения.

## Критика
Песня получила признание критиков. Элизабет Логан из The Huffington Post утверждает, что игра слов и самосознание песни возвышают ее над другими вступительными номерами, которые полагаются на технику «спетой экспозиции». Филипе Делерме из Pitchfork говорит, что песня задаёт музыкальный тон, включая рэп, хотя «по сути все еще находится на территории музыкального театра». Чарльз Макналти из Los Angeles Times отмечает: «Каким-то образом уместно, что человек, завистливо убивший Гамильтона на дуэли, первым раскрыл тайну его истории». В интервью Vulture рэпер Талиб Квели назвал песню образецом хип-хопа, говоря: «Мое сердце переполнилось гордостью после того, как я услышал эту песню. У хип-хопа нет границ и ограничений, и Лин-Мануэль и его команда доказывают это». Монеша Вудс из Vibe написал, что в песне присутствует «бурный инструментал, в котором есть драматические паузы».